# Tế Độ
Tế Độ (Giản thể: 济度, phồn thể: 濟度; 1633 – 1660) là một chính trị gia và nhà quân sự, cũng là một Hoàng thân thuộc 1 trong 12 Thiết mạo tử vương của nhà Thanh trong lịch sử Trung Quốc.

## Cuộc đời
Tế Độ sinh vào giờ Tý, ngày 24 tháng 6 (âm lịch) năm Thiên Thông thứ 7 (1633) tại Thịnh Kinh, trong gia tộc Ái Tân Giác La. Ông là con trai thứ hai của Trịnh Hiến Thân vương Tế Nhĩ Cáp Lãng và cháu nội của Thư Nhĩ Cáp Tề – em của người sáng lập ra nhà Hậu Kim là Nỗ Nhĩ Cáp Xích. Mẹ ông là Tam Phúc tấn Cổ Nhĩ Cáp Tô thị (钴尔哈苏氏).
Năm Thuận Trị thứ 5 (1648), sau khi Túc Vũ Thân vương Hào Cách mất, Chính Lam kỳ được giao lại cho ông. Năm thứ 8 (1651), tháng 2, Tế Độ được Thuận Trị Đế phong làm Giản Quận vương (簡郡王) và là một trong tám vị đại thần Nghị chính. Tháng 9, ông được phong Thế tử của Trịnh vương phủ. Năm thứ 11 (1654), tháng 11, ông được lệnh xuất quân thảo phạt Trịnh Thành Công. Năm thứ 12 (1655), tháng 11, ông được phong làm Định Viễn Đại tướng quân (定远大将军), bình định cướp biển ở Phúc Kiến.
Năm thứ 14 (1657), nghe tin phụ thân qua đời, ông lập tức về kinh lo liệu tang sự. Ông được thế tập tước vị của cha mình, song phong hào được Thuận Trị Đế đổi từ "Trịnh" (郑) thành "Giản" (简). Năm thứ 17 (1660), ngày 1 tháng 7 (âm lịch), giờ Thân, ông qua đời, thọ 28 tuổi, được ban thụy "Thuần" (纯), nên thụy hiệu đầy đủ của ông là Giản Thuần Thân vương (简纯親王).

## Mưu phản
Vì bất mãn với chính sách thân Hán của Hoàng đế Thuận Trị, ngoài ra còn có việc trọng dụng Hồng Thừa Trù và Ngao Bái. Ông đã sai thân tín của mình là Na Nhạc bí mật huấn luyện 3000 võ sĩ để hành thích Hoàng đế Thuận Trị nhưng thất bại. Sau đó Tế Độ sai cánh tay phải đắc lực của mình là Phó đô thống Chính Lam kỳ Bái Mông giết người diệt khẩu để Na Nhạc gánh tội danh giết vua. Không lâu sau đó chuyện bị bại lộ, Tế Độ bị xét xử trước hội nghị Nghị Chính do vì gia đình của Tế Độ có công lao với nhà Thanh nên được Hoàng đế Thuận Trị miễn tội chết nhưng mãi mãi bị giam cầm trong ngục.

## Gia quyến

### Thê thiếp
- Đích Phúc tấn: Bác Nhĩ Tế Cát Đặc thị (博尔济吉特氏), con gái của Bối lặc Xước Nhĩ Tế (绰尔济), em gái của Hiếu Huệ Chương Hoàng hậu và Thục Huệ phi.
- Trắc Phúc tấn:
  - Bác Nhĩ Tế Cát Đặc thị (吴鲁博尔济吉特氏), con gái của Thượng thư Đô thống Bố Ngạn Thái (布彦泰) thuộc Ngô Lỗ Đặc bộ.
  - Bác Nhĩ Tế Cát Đặc thi (博尔济吉特氏), con gái của Nhị đẳng Thị vệ Thượng A Thái (尚阿泰).
- Thứ Phúc tấn: 
  - Ngạch Tắc Lễ thị (额塞礼氏), con gái của Tắc Doãn Đồ (塞尹图).
  - Hàng thị (杭氏), con gái của Ông Phổ Hi (翁普熙).
  - Đồng thị (佟氏), con gái của Ngô Cách (吴格).

### Hậu duệ

#### Con trai
1. Mặc Mỹ (墨美; 1652 – 1690), mẹ là Thứ Phúc tấn Ngạch Tắc Lễ thị. Năm 1666 được phong Tam đẳng Phụ quốc Tướng quân (三等辅国将军), sau bị cách tước (1683).
2. Lạt Bố (喇布; 1654 – 1681), mẹ là Thứ Phúc tấn Hàng thị. Năm 1666 được phong Tam đẳng Phụ quốc Tướng quân (三等辅国将军). Năm 1670 được thế tập tước vị Giản Thân vương, nhưng bị đoạt tước năm 1682.
3. Đức Tắc (德塞; 1654 – 1670), mẹ là Đích Phúc tấn Bác Nhĩ Tế Cát Đặc thị. Năm 1661 được thế tập tước vị Giản Thân vương. Sau khi qua đời được truy thụy Giản Huệ Thân vương (简惠親王). Vô tự.
4. Mục Tế Nạp (穆济衲; 1656 – 1659), mẹ là Thứ Phúc tấn Ngạch Tắc Lễ thị. Chết yểu.
5. Nhã Bố (雅布; 1658 – 1701), mẹ là Thứ Phúc tấn Hàng thị. Năm 1683 được thế tập tước vị Giản Thân vương. Sau khi qua đời được truy thụy Giản Tu Thân vương (簡修親王).

#### Con gái
1. Cố Luân Đoan Mẫn Công chúa (固倫端敏公主; 1653 – 1729), mẹ là Đích Phúc tấn Bác Nhĩ Tế Các Đặc thị, được Thuận Trị Đế nhận làm con nuôi, sau đó hôn phối với Ban Đệ, Thân vương của Khoa Nhĩ Thẩm, cháu nội của Mãn Châu Tập Lễ, anh trai của Tuyên phi. Cháu nội của Công chúa và Ngạch phò là Sắc Bố Đằng Ba Lạc Châu Nhĩ, ngạch phò của Cố Luân Hòa Kính Công chúa.